# Montagu Square
Montagu Square est une place de la ville de Londres, Royaume-Uni.

## Histoire

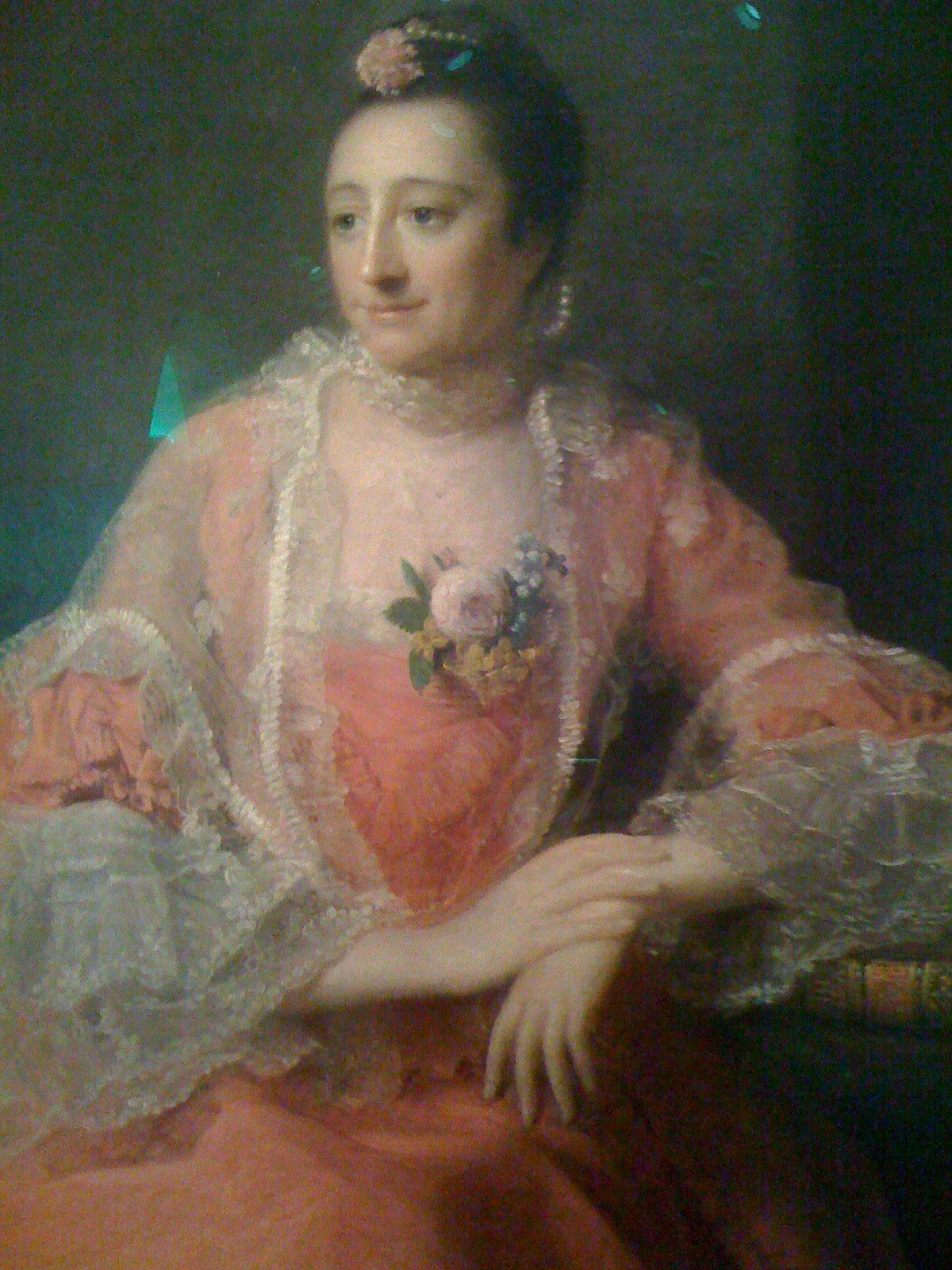
Elizabeth Montagu (1718-1800).

Le nom de la place évoque la mémoire d'Elizabeth Montagu, femme de lettres.
Le jardin a d'abord été emmenagé aux alentours de 1800, puis les maisons autour du parc en 1811.

## Situation et accès
Elle se trouve dans le quartier de Marylebone, un peu au nord de Marble Arch. La place est bordée au nord par Montagu Place et au sud par George Street.

## Bâtiments remarquables et lieux de mémoire
- No 34 : Ringo Starr, acheté en 1965[2] ; Jimi Hendrix, loué début 1968 avec sa petite-amie Kathy Etchingham, mais qu'il quitte rapidement face à un voisinage plutôt hostile aux Noirs[3],[4] ; John Lennon et Yoko Ono, sous-sol et rez-de-chaussée, loué trois mois en 1968 (lieu de leur arrestation pour possession de résine de cannabis le 18 octobre 1968)[2],[5].
- No 39 : Anthony Trollope, 1873-1880[1].